# Politodorcadion ribbei
Politodorcadion ribbei är en skalbaggsart. Politodorcadion ribbei ingår i släktet Politodorcadion och familjen långhorningar.

## Underarter
Arten delas in i följande underarter:
- P. r. ribbei
- P. r. bobrovi